# Jean-Baptiste Tribout
Jean-Baptiste Tribout meglio conosciuto come Jibé Tribout (Parigi, 14 dicembre 1961) è un arrampicatore francese.
Ha praticato le competizioni di difficoltà e l'arrampicata in falesia.

## Biografia

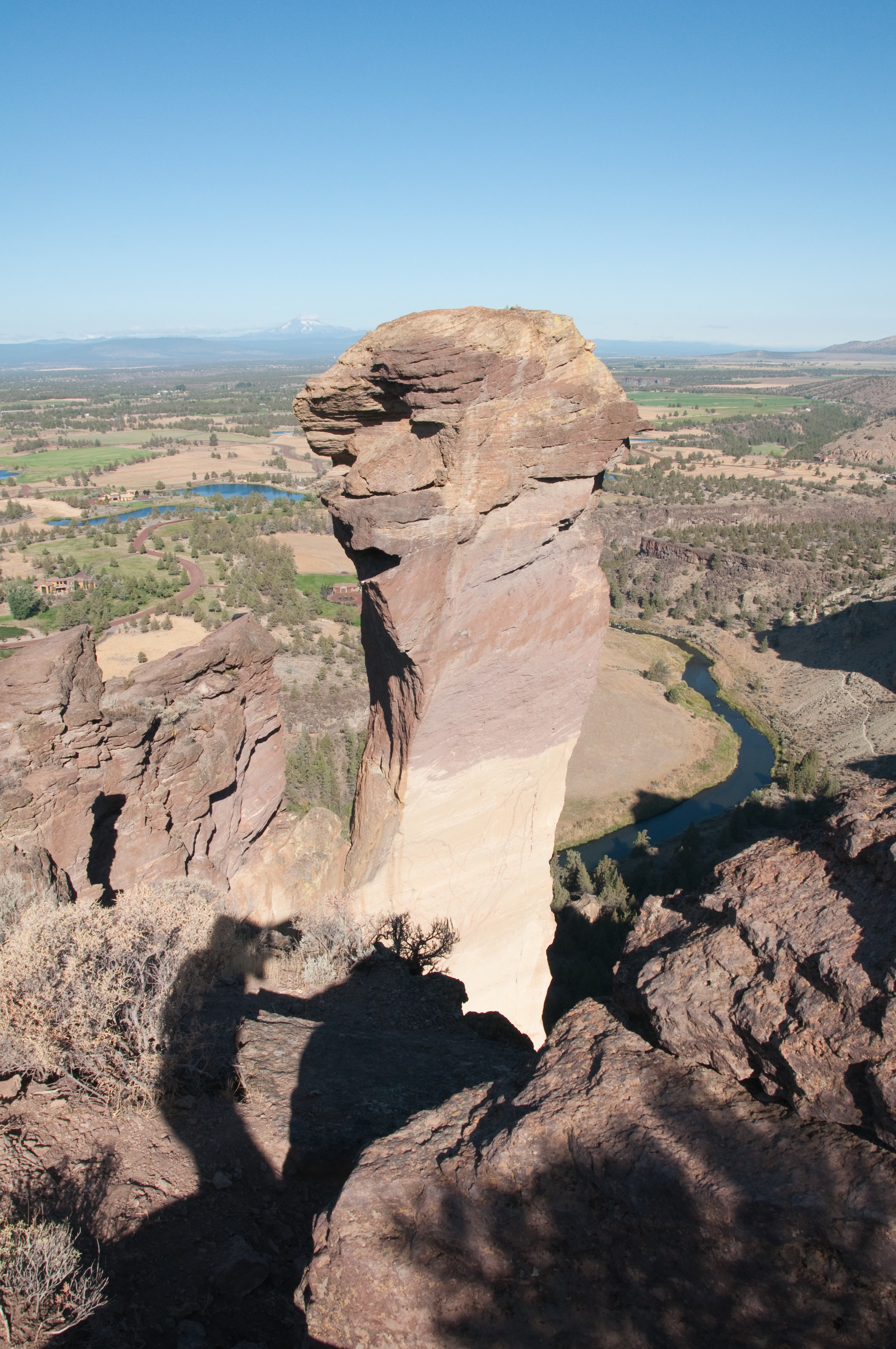
La parete est del Monkey Face a Smith Rock su cui sale Just do it, l'8c+ aperto da Tribout nel 1992

Ha iniziato ad arrampicare a sette anni a Fontainebleau con il nonno alpinista, il quale lo ha iscritto anche alla sezione giovanile del Club Alpino Francese. Qui ha incontrato altri giovani arrampicatori come Catherine Destivelle. Nel 1982 ha salito il suo primo 8a Fritz the Cat a Saussois e nel 1985 il primo 8b Les braves gens in Verdon. Dal 1986 al 1998 ha partecipato alle competizioni internazionali piazzandosi due volte terzo e due volte quarto nella classifica finale di coppa del mondo. 
Nel 2008 a 47 anni, dodici anni dopo aver salito il suo ultimo 8c, ha salito due vie di 8c ed 
è ritornato sul livello dell'8a/+ a vista. È anche un tracciatore di gare di arrampicata e gioca a golf.

## Palmarès

### Coppa del mondo
|      | 1989 | 1990 | 1991 | 1992 | 1993 | 1994 | 1995 | 1996 |
| ---- | ---- | ---- | ---- | ---- | ---- | ---- | ---- | ---- |
| Lead | 4    | ?    | 4    | 3    | 16   | 3    | 6    | 19   |

### Campionato del mondo
|      | 1991 | 1993 | 1995 | 1997 |
| ---- | ---- | ---- | ---- | ---- |
| Lead | 35   | 32   |      | 4    |

## Falesia

### Lavorato
- 8c+/5.14c:
  - La Connexion - Orgon (FRA) - 1994 - Prima salita (unione di Macumba Club e Le Bronx)
  - Superplafond - Volx (FRA) - 1994 - Prima salita (unione di Maginot Line, chiamata dai francesi Le Plafond, e Terminator)
  - Just do it - Smith Rock (USA) - 1992 - Prima salita
- 8c/5.14b:
  - Intime étrangère - Tournoux (FRA) - 4 agosto 2008
  - Guerre d'usure - Claret (FRA) - 24 febbraio 2008 - Salita a 47 anni[1]
  - Macumba Club - Orgon (FRA) - 1992 - Prima salita
  - Huevos Rancheros - Gache (FRA) - 1991 - Prima salita
  - Maginot Line - Volx (FRA) - 1990 - Via di Ben Moon del 1989
- 8b+/5.14a:
  - Les intermutants du spectacle - St Léger (FRA) - 16 maggio 2009
  - Deux cones - Orgon (FRA) - 9 agosto 2008
  - Rollito Sharma - Santa Linya (ESP) - 19 aprile 2008
  - Draconian Devil - Kalymnos (GRE) - 2006[2]
  - I am a bad man - Smith Rock (USA) - 1991
  - Cannibal - American Forks (USA) - 1990
  - Cry Freedom - Malham (UK) - 1989 - Seconda salita
  - Magie Noire - Traverses (FRA) - 1989
  - Masse Critique - Cimaï (FRA) - 1989 - Prima salita
  - Revanche - Saussois (FRA) - 1988 - Prima salita
  - White wedding - Smith Rock (USA) - 1988 - Prima salita
  - La rage de vivre - Buoux (FRA) - 1987 - Seconda salita
  - Le spectre du surmutant - Buoux (FRA) - 1987 - Prima salita
  - Les spécialistes - Verdon (FRA) - 1987 - Prima salita
  - To bolt or not be - Smith Rock (USA) - 1986 - Prima salita e primo 5.14 negli Stati Uniti

### A vista
Ha scalato fino all'8a+ a vista.